# Vennesla (stacja kolejowa)
Vennesla – stacja kolejowa w Vennesla, w regionie Agder w Norwegii, jest oddalona od Oslo Sentralstasjon o 350,16 km. Jest położona na wysokości 43,1 m n.p.m.

## Ruch dalekobieżny
Leży na linii Sørlandsbanen. Jest stacją obsługującą dalekobieżne połączenia z południowo-zachodnią i południową częścią kraju. Stacja przyjmuje sześć par połączeń dziennie do Kristiansand, Arendal i Stavanger.

## Obsługa pasażerów
Poczekalnia,  parking na 40 miejsc, telefon publiczny, ułatwienia dla niepełnosprawnych, przystanek autobusowy. Odprawa podróżnych odbywa się w pociągu.